# Yunus Malli
Yunus Malli (türkische Schreibweise Yunus Mallı; * 24. Februar 1992 in Kassel) ist ein türkisch-deutscher Fußballspieler. Der offensive Mittelfeldspieler steht in der Süper Lig bei Trabzonspor unter Vertrag und spielt nach 43 Einsätzen für deutsche Nachwuchsteams für die türkische Nationalmannschaft.

## Familie
Yunus Malli wurde als Sohn türkischer Eltern im hessischen Kassel geboren; er hat einen Bruder. Im August 2008 gab Malli die türkische Staatsbürgerschaft auf, um die deutsche Staatsangehörigkeit anzunehmen. Im Oktober 2015 nahm er die türkische Staatsbürgerschaft zusätzlich wieder an, um für den türkischen Verband spielen zu können.

## Karriere

### Vereine
In der Saison 2010/11 absolvierte Malli elf Regionalligaspiele für die zweite Mannschaft von Borussia Mönchengladbach, in denen er zwei Tore erzielte. 
Zur Spielzeit 2011/12 wechselte er zum Bundesligisten 1. FSV Mainz 05. Für die Mainzer absolvierte er in sechs Jahren 129 Bundesligaspiele und markierte 29 Treffer. Außerdem spielte er in der Qualifikationsrunde zur UEFA Europa League 2014/15 und der Gruppenphase der UEFA Europa League 2016/17 für den FSV. In der Bundesligasaison 2015/16 war er mit elf Treffern bester Torschütze seiner Mannschaft. Mallis Vertrag lief bis 30. Juni 2018.
Im Januar 2017 wechselte er zum Ligakonkurrenten VfL Wolfsburg, bei dem er einen bis Juni 2021 laufenden Vertrag erhielt. Sein Debüt für die „Wölfe“ gab Malli am 21. Januar 2017 (17. Spieltag) beim 1:0-Heimsieg gegen den Hamburger SV. In der Folge war der Mittelfeldspieler in der Saison 2017/18 Stammspieler, absolvierte 37 Pflichtpartien und konnte elf Scorerpunkte sammeln. 2018/19 wurde Malli hingegen häufig nur noch als Ergänzungsspieler eingesetzt und konnte sich nach vier Jahren Abstinenz mit dem Verein wieder für den Europapokal qualifizieren.
Nach nur zwei Einsätzen in der Europa League 2019/20, in der er mit Wolfsburg als Gruppenzweiter die Finalrunde erreicht hatte, wurde Malli zum Rückrundenstart bis Saisonende an den Ligakonkurrenten 1. FC Union Berlin verliehen.
Während der Rückrunde der Saison 2020/21 wechselte Malli in die Türkei zu Trabzonspor.

### Nationalmannschaft
Malli spielte für mehrere deutsche Juniorennationalmannschaften. Mit der U17-Nationalmannschaft wurde er 2009 Europameister und nahm an der Weltmeisterschaft teil, die im selben Jahr stattfand und bei der er zweimal zum Einsatz kam. 2015 nahm er mit der U21-Nationalmannschaft an der Europameisterschaft teil und erreichte dort das Halbfinale, das mit 0:5 gegen Portugal verloren wurde.
Ende Oktober 2015 entschied er, künftig für die türkische A-Nationalmannschaft zu spielen. Am 13. November 2015 debütierte Malli unter Trainer Fatih Terim für diese, als er beim 2:1-Testspielsieg gegen Katar zur zweiten Halbzeit für Oğuzhan Özyakup eingewechselt wurde.
Bei der Fußball-Europameisterschaft 2016 in Frankreich wurde er in das türkische Aufgebot aufgenommen. Er wurde im zweiten Spiel der Türkei gegen Spanien beim Stand von 0:3 eingewechselt.
Seit 2025 Spielt er in der deutschen Ausführung der Kings League für den G2 Football Club.

## Erfolge
- Türkischer Meister: 2021/22